# کارل الکساندر مولر
کارل الکساندر مولر (به آلمانی: Karl Alexander Müller) (متولد ۲۰ آوریل ۱۹۲۷ – درگذشته ۹ ژانویه ۲۰۲۳) فیزیک‌دان سوئیسی و برنده جایزه نوبل بود.
او در سال ۱۹۸۷ به همراه یوهانس جرج بدنورز برای کشف ابر رسانایی گرم موفق به دریافت جایزه نوبل فیزیک شد.

## زندگی‌نامه
کارل مولر در بازل، سوئیس، در تاریخ ۲۰ آوریل سال ۱۹۲۷ زاده شد. خانواده او بلافاصله به سالزبورگ، اتریش، نقل مکان کرد در آنجا پدرش به تحصیل موسیقی پرداخت.